# Novotinea andalusiella
Novotinea andalusiella är en fjärilsart som beskrevs av Petersen 1964. Novotinea andalusiella ingår i släktet Novotinea och familjen äkta malar.
Artens utbredningsområde är Spanien. Inga underarter finns listade i Catalogue of Life.